# Eleotris fusca
Eleotris fusca е вид бодлоперка от семейство Eleotridae. Видът не е застрашен от изчезване.

## Разпространение и местообитание
Разпространен е в Австралия, Американска Самоа, Бангладеш, Вануату, Виетнам, Източен Тимор, Индия, Индонезия, Камбоджа, Китай, Коморски острови, Мавриций, Мадагаскар, Малайзия, Мианмар, Микронезия, Мозамбик, Нова Каледония, Остров Рождество, Палау, Папуа Нова Гвинея, Провинции в КНР, Реюнион, САЩ (Хавайски острови), Свазиленд, Сейшели (Алдабра), Сингапур, Соломонови острови, Тайван, Тайланд, Танзания, Тонга, Фиджи, Филипини, Хонконг, Шри Ланка, Южна Африка и Япония.
Обитава крайбрежията на сладководни и полусолени басейни, морета, реки и потоци. Среща се на дълбочина от 0,1 до 4 m, при температура на водата от 22,5 до 29 °C и соленост 34,1 – 35,6 ‰.

## Описание
На дължина достигат до 26 cm.
Популацията на вида е стабилна.